# Happily Divorced
Happily Divorced est une sitcom américaine en 34 épisodes de 22 minutes créée par Fran Drescher et Peter Marc Jacobson, inspirée de leurs expériences communes, diffusée entre le 15 juin 2011 et le 13 février 2013 sur la chaîne TV Land et au Canada sur le réseau Global.
La série est inédite dans les pays francophones.

## Synopsis
Fran Lovett, une fleuriste et propriétaire du Frantastic Flowers à Los Angeles voit son mari admettre qu'il pense être gay, après dix-huit ans de mariage. Or aucun des deux ne peut se permettre de déménager, si bien qu'après leur divorce, ils vivent toujours ensemble dans leur maison et, dans la plupart des cas, pacifiquement. Cependant, Fran tente de gérer cette situation difficile ; elle désire s'engager dans le flirt pour trouver à nouveau l’amour. La voilà donc de retour dans le petit monde des rendez-vous galants et des exs envahissants...

## Distribution

### Acteurs principaux
- Fran Drescher : Fran Lovett, fleuriste de Los Angeles
- John Michael Higgins : Peter Lovett, agent immobilier et mari de Fran
- Tichina Arnold : Judi Mann, meilleure amie de Fran
- Valente Rodriguez (en) : Cesar, mexicain employé de Fran
- Rita Moreno : Dori Newman, mère de Fran
- Robert Walden : Glen Newman, père de Fran

### Acteurs récurrents
- D. W. Moffett : Elliot, le rendez-vous de Fran
- Renée Taylor : Marilyn Kapelmaster, une voisine et amie de Dori
- Joan Collins : version fictive d'elle-même, patronne de Peter (saison 2)
- Harry Van Gorkum : Neil, nouveau voisin des Lovett (saison 2)

### Acteurs invités
- Kevin Kilner : Richard, ancien rendez-vous de Fran (saison 1, épisode 4)
- Ian Abercrombie : Victor, ancien client de Peter (season 1 episode 5)
- Ian Ziering : Robert, le directeur d'un groupe d'entraide (saison 1, épisode 5)
- Amy Landecker : Audrey, ex-femme d'Elliot (saison 1, épisode 7)
- Angie Everhart : Claire, sœur d'Elliot (saison 1, épisode 7)
- Lou Diamond Phillips : David, le rendez-vous de Judi (saison 1, épisode 8)
- Peter Marc Jacobson : Lui-même (saison 1, épisode 9)
- Charles Shaughnessy : Gregory Sherwood, un auteur bisexuel (saison 1, épisode 10)
- Morgan Fairchild : Jill Harmon-Kupperman, ennemi-jurée de Fran (saison 2, épisode 1)
- Christopher Rich : Frank Kupperman, chirurgien et mari de Jill (saison 2, épisode 1)
- Jeffrey Nordling : Matthew Lovett, frère de Peter (saison 2, épisode 2)
- Sean Kanan : Keith, rendez-vous amoureux de Peter (saison 2, épisode 3)
- Ann Morgan Guilbert : Myrna Kapelmaster, mère de Marilyn (saison 2, épisode 4)
- Judith Hoag : Donna, ancienne voisine des Lovett (saison 2, épisode 5)
- John Schneider : Adam, un homme qui a couché avec Fran (saison 2, épisode 7)
- Rosie O'Donnell : Katie O'Grady, une amie de Fran (saison 2, épisode 9)
- Dan Aykroyd : Harold, le thérapeute de Fran et Peter (saison 2, épisode 10)
- Judy Reyes : Teresa, la femme de César (saison 2, épisode 11)
- Ralph Macchio : Frankie, propriétaire d'une pizzeria (saison 2, épisodes 12 et 13)
- Robert Wagner : Douglas, père d'Elliot (saison 2, épisode 14)
- Florence Henderson : Elizabeth, mère d'Elliot (saison 2, épisode 14)
- Debi Mazar : Jan, la nouvelle colocataire de Fran (saison 2, épisode 15)
- Cyndi Lauper : Kiki, la fille de Marilyn (saison 2, épisode 17)
- Keenen Ivory Wayans : Tony, défunt petit-ami de Judi (saison 2, épisode 19)
- Colin Ferguson : Chris, le nouveau petit-ami de Peter (saison 2, épisodes 20 et 24)
- Tim Bagley : Michael, ancien petit-ami de Chris (saison 2, épisode 20)
- Molly Shannon : Peggy Lovett, sœur de Peter (saison 2, épisode 21)

## Développement et production
Happily Divorced est inspiré de la vie réelle des créateurs Fran Drescher et Peter Marc Jacobson. Ces derniers ont été mariés de 1978 à 1999 jusqu'à ce qu'il découvre son orientation sexuelle. Cette révélation mis un terme à leur mariage mais ils sont cependant toujours très bons amis. En 2010, le couple, qui a déjà travaillé ensemble sur la sitcom à succès Une nounou d'enfer, a commencé la construction de la nouvelle série avec leurs expériences de vie comme base. Initialement, Fran Drescher avait prévue de seulement écrire et produire Happily Divorced, mais elle a finalement décidé d'incarner le rôle.
En novembre 2010, TV Land a décidé de lancer le tournage du pilote . Le 21 mars 2011, la chaîne a commandé une première saison de 10 épisodes. Le programme est enregistré dans les CBS Studios Radford dans le «Studio City» près Los Angeles, devant un public en direct. De cette façon, la sitcom reçoit un caractère typique de la sitcoms des années 1990. Le générique est comme dans la sitcom Une nounou d'enfer : une animation avec sa propre musique et décrit l'histoire du couple (se rencontrer, se marier, la sortie, le divorce, la cohabitation). Dans cette série, le personnage de Drescher s'appelle aussi "Fran". Le premier épisode de la série a été diffusé le 15 juin 2011 à 22h30, après la série Hot in Cleveland.
Le 20 juillet 2011, TV Land a déclaré lancer la production d'une deuxième saison de Happily Divorced avec 12 épisodes, qui sera diffusée le 7 mars 2012. Le 27 avril 2012, TV Land commande des épisodes supplémentaires pour la série portant la deuxième saison à 24 épisodes.
Le 23 août 2013, TV Land annonce l'annulation de la série après 2 saisons et 34 épisodes.

## Épisodes

### Panorama des saisons
| Saison | Saison | Nombre d'épisodes | Horaire US | Diffusion aux États-Unis | Diffusion aux États-Unis | Audiences (en millions) | Audiences (en millions) | Audiences (en millions) |
| Saison | Saison | Nombre d'épisodes | Horaire US | Début de saison          | Fin de saison            | Première                | Finale                  | Moyenne                 |
| ------ | ------ | ----------------- | ---------- | ------------------------ | ------------------------ | ----------------------- | ----------------------- | ----------------------- |
|        | 1      | 10                | Mercredi   | 15 juin 2011             | 17 août 2011             | 2.41                    | 1.64                    | 1.70                    |
|        | 2      | 24                | Mercredi   | 7 mars 2012              | 13 février 2013          | 1.44                    | 1.60                    | TBA                     |

### Première saison (2011)
1. Titre français inconnu (Pilot)
2. Titre français inconnu (Pillow Talk)
3. Titre français inconnu (Anniversary)
4. Titre français inconnu (A Date With Destiny)
5. Titre français inconnu (Spousal Support)
6. Titre français inconnu (I Wanna Be Alone)
7. Titre français inconnu (Someone Wants Me)
8. Titre français inconnu (A Kiss Is Just a Kiss)
9. Titre français inconnu (Vegas Baby)
10. Titre français inconnu (Torn Between Two Lovettes)

### Deuxième saison (2012-2013)
Les 12 premiers épisodes ont été diffusés entre le 6 mars 2012 et le 23 mai 2012 avant de reprendre à partir du 28 novembre 2012 sur TV Land. La série se termine le 13 février 2013.
1. Titre français inconnu (The Reunion)
2. Titre français inconnu (Peter Comes Out, Again)
3. Titre français inconnu (Daddy's Girl)
4. Titre français inconnu (The Burial Plotz)
5. Titre français inconnu (Swimmers and Losers)
6. Titre français inconnu (Newman vs. Newman)
7. Titre français inconnu (Adventure Man)
8. Titre français inconnu (Time in a Bottle)
9. Titre français inconnu (Mother's Day)
10. Titre français inconnu (Fran-alyze This)
11. Titre français inconnu (Cesar's Wife)
12. Titre français inconnu (Two Guys, a Girl and a Pizza Place)
13. Titre français inconnu (Two Guys, a Girl and a Pizza Place II)
14. Titre français inconnu (Meet the Parents)
15. Titre français inconnu (The Back-Up Fran)
16. Titre français inconnu (A Star Is Reborn)
17. Titre français inconnu (Follow the Leader)
18. Titre français inconnu (Love Thy Neighbor)
19. Titre français inconnu (The Biggest Chill)
20. Titre français inconnu (Peter's Boyfriend)
21. Titre français inconnu (I Object)
22. Titre français inconnu (Happily Divorced... With Children)
23. Titre français inconnu (Sleeping With the Enemy)
24. Titre français inconnu (For Better or For Worse)

## Réception
Avant sa première diffusion, il y avait beaucoup d'excitation par rapport à la nouvelle série aux États-Unis car avec Une nounou d'enfer Fran Drescher et Peter Marc Jacobson ont créé l'une des séries les plus populaires dans les années 1990. Le premier épisode de Happily Divorced a été un très grand succès : une audience totale de 4,4 millions sur la petite chaîne. Cette audience est quatre fois plus élevée que l'audience moyenne de TV Land et Happily Divorced a réussi à faire, la deuxième meilleure audience de la chaîne. 
Les critiques sur Happily Divorced sont partagés : David Hinckley a écrit pour le New York Daily News que « la série va développer une histoire très intéressante, bien qu'il y ait beaucoup de blagues courtes, ce qui est inhabituel pour un pilote ». Brian Lowry de Variety trouve la série « pleine de préjugés sur les homosexuelles, mais obligatoire pour les fans de Fran Drescher ». Mark A. Perigards du Boston Herald dit que « TV Land qui est une chaîne très jeune et petite a finalement trouvé le format idéal avec Happily Divorced à côté de la sitcom à succès Hot in Cleveland ».